# Рогачёва, Людмила Васильевна
Людми́ла Васи́льевна Рогачёва (род. 30 октября 1966, Ладовская Балка, Ставропольский край) — советская и российская легкоатлетка, серебряный призёр Олимпийских игр. Заслуженный мастер спорта СССР (1992).

## Карьера
На Олимпиаде в Барселоне в 1992 году Людмила завоевала серебряную медаль, уступив алжирке Хассибе Булмерке.
18-кратная чемпионка СССР и России, чемпионка мира и Европы.
После окончания выступлений тренер-преподаватель Ставропольского училища олимпийского резерва.

## Семья
Муж - Владимир Ткачёв, тренер Людмилы с четвёртого класса.
- Дочь - Анастасия, спортсменка[4].